# Borough of Kingswood
Kingswood var ett distrikt i Avon i England. Distriktet hade 91 200 invånare år 1992. Distriktet upprättades den 1 april 1974 genom att stadsdistrikten Kingswood och Mangotsfield slogs ihop med landsdistriktet Warmley. Det avskaffades 1 april 1996 och blev en del av South Gloucestershire.